# Джуліана Ранчич
Джуліана Ранчич (уроджена Де-Панді; народилася 17 серпня 1974) — італо-американська телеведуча.

## Біографія
Ранчич народилася в Неаполі, Італія та іммігрувала до США зі своєю сім'єю у віці семи років. У пізньому підлітковому віці перенесла операцію з виправлення сколіозу. У 1996 році отримала ступінь бакалавра в галузі журналістики в Університеті Меріленду, Коледж-Парк, а також ступінь магістра в галузі журналістики в Американському університеті. У цей час вона працювала у бюро новин на Капітолійському пагорбі, висвітлюючи новини, пов'язані з урядом США. Ранчич також закінчила Барбізонську школу моделей та акторської майстерності.

## Кар'єра
У 2002 році стала корреспонденткою програми «E! News» мережі E!, згодом 2005 році вона стала ведучою цієї ж програми. 13 березня 2006 року до неї приєднався співведучий Райан Сікрест.
Крім того, вона виступає співведучою передачі Fashion Police на Е! і часто є співведучою подій на червоному килимі до різних церемоній нагородження, таких як Золотий глобус і Оскар. Вона є творцем і виконавчим продюсером шоу «Celebrity Rap Superstar» на MTV, прем'єра якого відбулася у 2007 році. Вона та її чоловік Білл Ранчич, виступили зірками телевізійного реаліті-шоу «Джуліана і Білл», яке виходило на E!. Вона з'явилася в короткій сцені у фільмі Bring It On: Fight to the Finish. Ранчич також була ведучою конкурсів краси Міс США і Міс Всесвіт на NBC.
У 2014 Ранчич здобула Денну премію Еммі як улюблениця фанатів.
У 2013 році Джуліана запустила свою лінію одягу, G by Giuliana, на HSN. Також запустила лінію вина, Xo, G.
У 2013 році Ранчич, які сама має історію раку молочної залози, заснувала Fab-U-Wish, благодійну організацію, яка виконує бажання жінок, що перенесли лікування раку молочної залози.
У лютому 2015 року Ранчич зіткнулася зі зворотною реакцією на свою суперечливі коментарі про синтетичні дреди Зендаї на церемонії Оскар, де вона сказала, що волосся виглядалою так, наче пахло «пачулі і травичкою».
10 липня 2015 року Ранчич оголосила, що через майже десять років вона покидає свою позицію співведучої на E! News, однак буде продовжувати вести Fashion Police.
У травні 2021 року Ранчич оголосила, що після 20 років вона залишає посаду співведучої програми "Прямий ефір з червоної доріжки". Того ж місяця телеканал E! оголосив, що Лаверн Кокс замінить Ранчич на посаді ведучої програми "Прямий ефір з червоної доріжки".

## Особисте життя
15 грудня 2006 Джуліана і Білл Ранчич оголосили про свої заручини. Вони одружилися 1 вересня 2007 р. у церемонії на Капрі в церкві святої Софії в Анакапрі.
Пара публічно обговорювала свої проблеми із зачаттям дитини на телевізійних ток-шоу. Подружжя вдалося до штучного запліднення (ЕКЗ) у березні 2010 року і Ранчич завагітніла навесні 2010 року, однак на дев'ятому тижні перенесла викидень. Друге ЕКЗ було зроблене в листопаді 2010 року, проте не призвело до вагітності. Коли пара вирішила спробувати ЕКЗ втретє, лікар порекомендував зробити мамографію, завдяки якій Джуліана дізналася, що у неї рак молочної залози. Незважаючи на її стан, пара, як і раніше, бажала народити дитину, тому вони знайшли сурогатну матір.
17 жовтня 2011 року в ході інтерв'ю на Today, Ранчич оголосила, що в неї рак молочної залози ранньої стадії, який їй лікуватимуть подвійною лампектомією, з подальшим опроміненням. Вона перенесла операцію в середині жовтня 2011 року і повернулася на роботу в E! News наступного тижня. 5 грудня 2011 року Ранчич розкрила свій намір пройти двосторонню мастектомію.
23 квітня 2012 у передачі The Today Show Джуліана і Білл оголосили, що чекають на свою першу дитину, що має народитися в кінці літа. У серпні 2012 року народився Едвард Дюк Ранчич, у Денвері, штат Колорадо.

## Фільмографія
| Рік                 | Назва                                             | Роль              | Примітки                                                                                           |
| ------------------- | ------------------------------------------------- | ----------------- | -------------------------------------------------------------------------------------------------- |
| 2003                | Malibu's Most Wanted                              | Масажистка        | Згадана як Джуліана Де-Панді                                                                       |
| 2005-2015           | E! News                                           | Співведуча / сама | Співведуча з 13 березня 2006 року                                                                  |
| 2007                | Фантастична четвірка: вторгнення Срібного Серфера | Сама              | Камео                                                                                              |
| 2009                | Bring It On: Fight to the Finish                  | Сама              | Камео                                                                                              |
| 2009                | Are You Smarter Than a 5th Grader?                | Сама              | 13 жовтня 2009 зіграла на благодійність; кадри її появи було також показано у «Джуліана і Білл»    |
| 2010-2014           | Giuliana and Bill                                 | Сама              | Реаліті-шоу зі своїм чоловіком, Біллом Ранчичеч, на Е!; спочатку на «The Style Network» сезони 1—6 |
| 2010–теперішній час | Fashion Police                                    | Співведуча / сама | Разом з Келлі Осборн, Джоан Ріверс, і Джорджем Коціопулосом; співведуча з 10 вересня 2010 р.       |
| 2011                | After Lately                                      | Сама              | Запрошеною зірка в епізоді «Whose Vagina is it, Anyway?!»                                          |
| 2011                | Міс США 2011                                      | Співведуча / сама | Разом з Келлі Осборн, Енді Коеном, Сьюзі Кастільйо                                                 |
| 2011                | Chelsea Lately                                    | Сама              | Запрошена зірка в сегменті інтерв'ю разом з чоловіком, Біллом Ранчичеч                             |
| 2012                | E! True Hollywood Story                           | Сама              | Її біографія                                                                                       |
| 2012                | Міс США 2012                                      | Співведуча / сама | Разом з Келлі Осборн, Енді Коеном, Джинні Мей                                                      |
| 2012                | Міс Всесвіт 2012                                  | Співведуча / сама | Разом з Енді Коеном                                                                                |
| 2013                | Ready for Love                                    | Співведуча / сама | Разом з Біллом Ранчичем                                                                            |
| 2013                | Міс США 2013                                      | Співведуча / сама | Разом з Ніком Джонасом                                                                             |
| 2014                | Міс США 2014                                      | Співведуча / сама | Разом з Томас Робертс                                                                              |

## Нагороди
Ранчич зайняла позицію #94 у рейтингу 100 гарячих жінок журналу Maxim в 2004 році. Вона була також увійшла до списку 100 найкрасивіших осіб 2006 року від журналу в People. Джуліана була номінована на нагороду «Улюблена телезірка 2012» премії «Вибір народу».
У червні 2014 року Ранчич назвали «улюбленицею фанатів» на Денній нагороді Еммі. Вона присвятила нагороду своїм шістьом мільйонам підписників у соціальних мережах.

## Спори
У 2015 році Джуліану піддали критиці в соціальних мережах за її зауваження про дреди Зендаї.

## Книжки
- DePandi, Giuliana (2006). Think Like a Guy: How to Get a Guy by Thinking Like One. St. Martin's Griffin. ISBN 978-0312354374.
- Rancic, Giuliana; Rancic, Bill (2010). I Do, Now What?: Secrets, Stories, and Advice from a Madly-in-Love Couple. Ballantine Books. ISBN 978-0345524997.
- Rancic, Giuliana (2015). Going Off Script. Crown Group. ISBN 9780553446654.